# Regina Bätz
Regina Bätz, häufig fälschlicherweise Regine Bätz bzw. Baetz (* 6. Januar 1944 im Deutschen Reich) ist eine deutsche Kostümbildnerin.

## Leben und Wirken
Regina Bätz durchlief eine Schneiderlehre und besuchte eine Modefachschule, ehe sie 1968 ihre berufliche Laufbahn als Kostümassistentin begann. Vier Jahre darauf avancierte sie zur Kostümbildnerin. In dieser Funktion belieferte Bätz mit ihren Entwürfen eine Fülle von Fernsehfilmen und -serien, aber (vor allem in den 1980er Jahren) auch Kinofilme. Zu den Regisseuren, mit denen sie zusammenarbeitete, zählen Tom Toelle, Dieter Wedel, Edgar Reitz, Kurt Gloor, Wolfgang Staudte, Axel Corti, Robert van Ackeren, Vadim Glowna und mehrfach Percy Adlon.
Ihre Kostüme der 1980er Jahre veredelten auch einige an der Kasse wie bei der Kritik erfolgreiche Kinoproduktionen jener Zeit, darunter Adlons Out of Rosenheim und Ackerens Die Venusfalle. Bätz hat zunächst auch diverse Krimis der Tatort-Reihe betreut. Zu Beginn des neuen Jahrtausends kehrte Regina Bätz nach längerer Absenz zum Tatort zurück und belieferte mit ihren Kostümentwürfen die WDR-Folgen dieser Reihe des Regisseurs Kaspar Heidelbach mit dem Ermittler-Duo Ballauf/Schenk. Ehe sich Regina Bätz zu Beginn der 2010er Jahre in den Ruhestand verabschiedete, arbeitete sie auch noch mit dem österreichischen Regisseur Reinhard Schwabenitzky zusammen.

## Filmografie
Als Kostümbildnerin beim Fernsehen, wenn nicht anders angegeben
- 1972: Das goldene Ding
- 1974: Wandas Paradies
- 1975: Lina Braake (Kinofilm, nur Garderobe)
- 1979: Tatort: Ein Schuß zuviel
- 1979: Tatort: Schweigegeld
- 1980: Tatort: Schönes Wochenende
- 1980: Tatort: Herzjagd
- 1980: Der Erfinder (Kinofilm)
- 1981: Ach du lieber Harry (Kinofilm)
- 1983: Die Schaukel (Kinofilm)
- 1984: Heimat – Eine deutsche Chronik (TV-Mehrteiler)
- 1984: Das Wunder (Kinofilm)
- 1985: Zuckerbaby (Kinofilm)
- 1985: Operation Dead End (Kinofilm)
- 1985: Out of Rosenheim (Kinofilm)
- 1986: Hatschipuh (Kinofilm)
- 1987: Des Teufels Paradies (Kinofilm)
- 1987: Tatort: Die Macht des Schicksals
- 1987: Tatort: Gegenspieler
- 1988: Die Venusfalle (Kinofilm)
- 1988: Tagebuch für einen Mörder
- 1989: Rosalie Goes Shopping (Kinofilm, nur Kostümberatung)
- 1989: African Timber (Kinofilm)
- 1991: Salmonberries (Kinofilm, nur Kostümberatung)
- 1991: Die wahre Geschichte von Männern und Frauen (Kinofilm)
- 1992: Der demokratische Terrorist (Den demokratiske Terroristen) (Kinofilm)
- 1993: Nicht von schlechten Eltern (Serie)
- 1994–1995: Faust (TV-Serie)
- 1994–1996: Adelheid und ihre Mörder (Serie)
- 1996: Der letzte Kurier
- 1998: Der kleine Dachschaden
- 1998: Schock – Eine Frau in Angst
- 1999: Fisimatenten (Kinofilm)
- 2000: Zwei Asse und ein König
- 2000: Nur mein Sohn war Zeuge
- 2001: Liebesschuld
- 2001: Tatort: Bestien
- 2002: Tatort: Verrat
- 2002: Tatort: Rückspiel
- 2003: Tatort: Das Phantom
- 2004: Das falsche Opfer
- 2006: Der Untergang der Pamir
- 2007: Die Katze
- 2008: Tatort: Müll
- 2009: Furcht & Zittern
- 2011: Oben ohne (TV-Serie)